# ۱۸۱۷
۱۸۱۷ (میلادی) هزار و هشتصد و هفدهمین سال تقویم میلادی است.

## زادگان
- ۱۲ ژوئیه – هنری دیوید ثورو، نویسنده و شاعر آمریکایی (د. ۱۸۶۲)
- ۱۰ اکتبر – سی. اچ. دی. بایز بالوت، فیزیک‌دان هلندی (د. ۱۸۹۰)
- ۲۹ ژوئیه – ایوان آیوازوفسکی، نقاش روس (د. ۱۹۰۰)
- ٢۶ژوئن -برانول برونته، شاعرو نقاش انگلیسی و تنها برادر خواهران معروف برونته(د. ١٨۴٨)

## درگذشتگان
- ۱۲ آوریل – شارل مسیه، ستاره‌شناس فرانسوی (ز. ۱۷۳۰)
- ۱۸ ژوئیه – جین آستن، نویسنده بریتانیایی (ز. ۱۷۷۵)
- عثمان بن فودیو، عارف، فیلسوف و مصلح انقلابی فولانی (نیجریه) (از ۱۷۵۴)